# Westpark (metrostation)
Westpark is een metrostation in de wijk Sendling-Westpark van de Duitse stad München. Het station werd geopend op 16 april 1983 en wordt bediend door lijn U6 van de metro van München.
Het metrostation biedt toegang tot het in de buurt gelegen en naamgevend Westpark.